# Nationaal Songfestival 2010
Het Nationaal Songfestival 2010 is een televisieprogramma waarin de Nederlandse inzending voor het Eurovisiesongfestival 2010 in Oslo werd gekozen. De tekst, Ik ben verliefd, Shalalie, is afkomstig van Pierre Kartner. Vijf onbekende artiesten gaven een eigen vertolking van het nummer, met een elk een verschillend arrangement. Zij werden begeleid door vijf verschillende bekende artiesten (coaches).

## Het lied
De TROS had Kartner uitgenodigd om het lied te schrijven. De tekst van het liedje heeft hij aangepast omdat in de oorspronkelijke tekst de oude naam van Sint-Petersburg, Leningrad, gebruikt werd. Dit kan politiek gevoelig liggen bij Rusland.
Op 27 april 2010 werd bekendgemaakt dat het lied plagiaat zou zijn muzikant Dick van Altema herkende er veel in van zijn nummer Angelien
Een dag later werd gemeld dat het lied was aangepast tegen plagiaat

## Uiteindelijke deelnemers
De artiesten en hun coaches zijn:
- Loekz (coach: Frans Bauer)
- Sieneke (coach: Marianne Weber)
- Vinzzent (coach: Grad Damen)
- Marlous (coach: Corry Konings)
- Peggy Mays (coach: Albert West)

## Niet-coaches
Diverse bekende artiesen hebben bedankt voor de rol van coach:
- Edsilia Rombley haakte af omdat ze het concept niet goed vond.[5][6] Ze werd vervangen door Corry Konings.[6][7][8]
- Gordon zou meedoen met de winnaar van "Waar is Elvis?!", maar kon niets met het liedje.[5][9][10]
- Lenny Kuhr vond het lied "armoedig" en een "belediging voor het publiek"[6][11][12]
- Gerard Joling had geen tijd om te coachen.[6][13]

Enige tijd bestond er ook onzekerheid over Konings' rol als coach, nadat er één onenigheid was ontstaan over de productie van Marlous' versie. Aanvankelijk trok zij zich terug als coach, waardoor Marlous volgens het reglement van de TROS gediskwalificeerd moest worden. Het geschil werd echter uitgepraat, waardoor Marlous gewoon kon aantreden.

## Niet-deelnemers
Diverse artiesten wilden niet deelnemen aan het Nationaal Songfestival:
- De 3J's wilden hun reputatie niet op het spel zetten.[14]
- Jan Smit bedankte voor het festival[14] en had al eerder aangegeven niet deel te willen nemen[15].
- Nick & Simon hadden het sowieso te druk[14][16]

## De finale
Nadat twee juryleden voor Sieneke hadden gestemd, en twee voor Loekz, leek het alsof de stem van het aanwezige publiek in de zaal de doorslag zou geven. Het publiek stemde echter op Vinzzent, waardoor er nog steeds een gelijke stand was. Het reglement bepaalde dat in dat geval componist Pierre Kartner een keuze mocht maken. Kartner vond dit een erg moeilijke keuze en bedacht kop of munt te gaan gooien. Dit werd echter niet goedgekeurd door de programmaleiding, waarna Kartner nogmaals benadrukte dat hij dit een erg vervelende situatie vond. Nadat Yolanthe Cabau van Kasbergen had voorgesteld dan maar de jury te raadplegen, riep Kartner schijnbaar willekeurig Sieneke tot winnares uit. Door een fout kwamen bij de groep Loekz en hun coach Frans Bauer de slingers naar beneden, waardoor Bauer een moment dacht dat zij gewonnen hadden. Dit werd niet in beeld gebracht, maar in verschillende shots van na het moment waren de slingers bij de bank van Loekz nog te zien. Dit geeft voeding aan de geruchten dat het festival doorgestoken kaart was.

### Uitslag
| Volgorde | Artiest    | Score Daniël | Score Tatjana | Score Johnny | Score George | Totaalscore Jury | Score Publiek | Keuze Pierre/winnaar |
| -------- | ---------- | ------------ | ------------- | ------------ | ------------ | ---------------- | ------------- | -------------------- |
| 1        | Sieneke    | 1 stem       | 0             | 0            | 1 stem       | 2 stemmen        | 0             | winnaar              |
| 2        | Vinzzent   | 0            | 0             | 0            | 0            | 0                | publiekstem   | 0                    |
| 3        | Loekz      | 0            | 1 stem        | 1 stem       | 0            | 2 stemmen        | 0             | 0                    |
| 4        | Peggy Mays | 0            | 0             | 0            | 0            | 0                | 0             | 0                    |
| 5        | Marlous    | 0            | 0             | 0            | 0            | 0                | 0             | 0                    |

1956 · 1957 · 1958 · 1959 · 1960 · 1961 · 1962 · 1963 · 1964 · 1965 · 1966 · 1967 · 1968 · 1969 · 1970 · 1971 · 1972 · 1973 · 1974 · 1975 · 1976 · 1977 · 1978 · 1979 · 1980 · 1981 · 1982 · 1983 · 1984 · 1986 · 1987 · 1988 · 1989 · 1990 · 1992 · 1993 · 1994 · 1996 · 1997 · 1998 · 1999 · 2000 · 2001 · 2003 · 2004 · 2005 · 2006 · 2007 · 2008 · 2009 · 2010 · 2011 · 2012